# 汪守珍
汪 守珍（おう しゅちん）は、中華民国の政治家。北京政府で司法総長代理、国務院秘書長などをつとめた。字は聘耕。

## 事績
清の抜貢。清末には、奉天高等検察庁庁長、民政部郎中、黒竜江高等審判庁庁丞、黒竜江提法使を歴任した。中華民国が成立した後の1912年（民国元年）9月、汪守珍は北京政府の司法部次長に就任した。翌年9月、司法総長許世英から梁啓超への引継ぎの間に、短期間ながらも代理総長をつとめている。1914年（民国3年）9月、福建省に赴任し、廈門道尹となった。
1925年（民国14年）12月、汪守珍は許世英内閣において国務院秘書長となる。翌年2月、許世英内閣が崩壊すると、汪も辞任した。国民政府が成立した後に、汪は中央救済準備金保管委員会委員兼常務委員となる。1939年（民国28年）1月まで、その地位にあった。

## 注
1. ↑  ネット上では1946年死去との情報があるが、典拠は不明である。
2. 1 2  徐主編（2007）、719頁。
3. 1 2  劉国銘主編（2005）、731頁。
4. 1 2  華夏経緯網。